# Accra (distrikt)
Accra är ett distrikt i Ghana.   Det ligger i regionen Storaccra, i den södra delen av landet. Huvudstaden Accra ligger i Accra.